# Rutilia vivipara
Rutilia vivipara är en tvåvingeart som först beskrevs av Fabricius 1805.  Rutilia vivipara ingår i släktet Rutilia och familjen parasitflugor. Inga underarter finns listade i Catalogue of Life.